# Johann August Natterer
Johann August Natterer, född 1821, död 1901, var en praktiserande läkare i Wien som 1844 konstruerade en  apparat för gasers kondensering.
Natterers apparat användes företrädesvis till framställning av fast kolsyra. Den bestod av en tryckpump, vars pistongstång hade en upp- och nedgående rörelse i en vertikal pumpcylinder, varuti tillströmningsröret för kolsyran, som skulle komprimeras eller kondenseras, inmynnade. Detta rör förbands med gasometern, vari gasen förvarades. Ovanpå pumpröret var inskruvad en upptill vidare bössa eller kolv av smitt järn, gjord för att tåla flera hundra atmosfärers tryck och som, så länge pumpningen pågick, var omgiven med snö eller någon köldblandning. Gasen drevs in genom en i järnkolvens nedre del befintlig öppning, som var försedd med en konisk ventil. Blandningen av flytande och gasformig kolsyra släpptes ut genom en skruventil. För att framställa fast kolsyra (kolsyresnö) användes ett metallkärl, isärtagbart i två delar. I mitten av bottnen och locket fanns en mängd fina hål. Ett rör sattes i förbindelse mellan metallkärlet och pumpröret varefter ventilen öppnades. Därvid strömmade flytande och starkt komprimerad gasformig kolsyra över till metallkärlet. En del av kolsyran övergick då till en snöartad massa.